# Harris Yulin

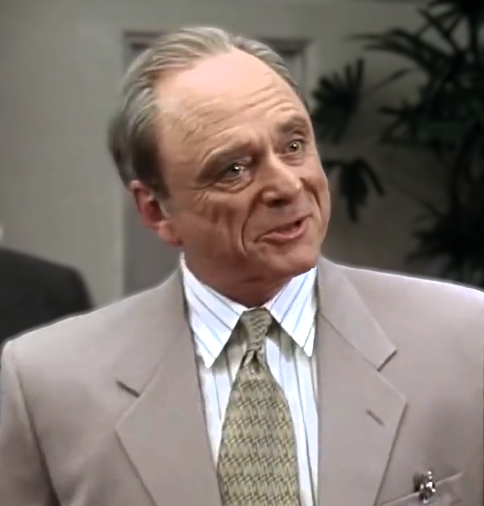
Harris Yulin, 1997

Harris Yulin (* 5. November 1937 in Los Angeles; † 10. Juni 2025 in New York City) war ein US-amerikanischer Schauspieler.

## Leben
Yulin lebte in den 1960er Jahren in Tel Aviv-Jaffa, wo sein Interesse an der Schauspielerei geweckt wurde. Er lebte zeitweise auch in Italien, da er zunächst Kunstmaler werden wollte.
Yulin debütierte in dem Filmdrama Maidstone aus dem Jahr 1970. Neben Burt Lancaster spielte er 1974 die Rolle des Sheriffs in dem Film Der Mitternachtsmann (The Midnight Man). 1989 war er neben Bill Murray, Dan Aykroyd und in Harold Ramis’ Film Ghostbusters II und 1996 in dem Film Vier lieben dich neben Michael Keaton zu sehen. Er trat auch in einigen Fernsehserien auf, so in der zweiten Staffel von 24, in Buffy – Im Bann der Dämonen, in Third Watch sowie in einer Folge der Serie Star Trek: Deep Space Nine als vorgeblicher cardassianischer Kriegsverbrecher Marritza. In Folge 1x14 der Serie Nikita, Schachmatt (Gambit), stellte er den Bösewicht Gregory Kessler dar. Sein Schaffen für Film und Fernsehen umfasst mehr als 130 Produktionen. Zuletzt trat er 2024 in dem Film Omni Loop in Erscheinung. Vor seinem Tod bereitete er sich auf eine Rolle in der angekündigten Serie American Classic vor.
Für seine Gastrolle in der Fernsehserie Frasier war er im Jahr 1996 für einen Emmy Award nominiert.
Yulin war auch ein bekannter Bühnenschauspieler. So spielte er u. a. am Broadway 1997 neben Natalie Portman in der Bühnenfassung von Das Tagebuch der Anne Frank und im Jahr 2003 neben James van der Beek in dem Stück Rain Dance. 2004 wirkte er in Chicago neben Matthew Modine, Scott Glenn und Stacy Keach in der Uraufführung von Arthur Millers letztem Stück Finishing the Picture mit. Für seine Inszenierung des Stücks The Trip to Bountiful wurde Yulin 2006 mit einem Lucille Lortel Award für die Herausragendeste Wiederaufführung (Outstanding Revival) ausgezeichnet.
Yulin war mit Gwen Welles verheiratet, die am 13. Oktober 1993 starb. Er selbst verstarb im Alter von 87 Jahren infolge eines Herzstillstands.

## Filmografie (Auswahl)
- 1970: Maidstone
- 1970: Der Weg in den Abgrund (End of the Road)
- 1971: Doc
- 1974: Der Mitternachtsmann (The Midnight Man)
- 1975: Die Gangsterschlacht von Kansas City (The Kansas City Massacre)
- 1975: Die heiße Spur (Night Moves)
- 1975: Unsere Kleine Farm: Graham hat Sorgen (Child of Pain, S01E20)
- 1976: Der Tag der Abrechnung (St. Ives)
- 1976: Unternehmen Entebbe (Victory at Entebbe)
- 1979: Der letzte Coup der Dalton-Gang (The Last Ride of the Dalton Gang)
- 1979: Sechs Männer aus Stahl (Steel)
- 1983: Scarface
- 1987: Das Ritual (The Believers)
- 1987: Fatal Beauty
- 1988: Ein Richter für Berlin (Judgment in Berlin)
- 1988: Eine andere Frau (Another Woman)
- 1988: Vision der Dunkelheit (Bad Dreams)
- 1989: Ghostbusters II
- 1989: Todesflug KAL 007 (Coded Hostile / Tailspin: Behind the Korean Airliner Tragedy, Fernsehfilm)
- 1990: Narrow Margin – 12 Stunden Angst (Narrow Margin)
- 1990: Tochter der Nacht (Daughter of the Streets)
- 1991: Das fremde Gesicht (Face of a Stranger)
- 1992: Die Maulwürfe (There Goes the Neighborhood)
- 1992: Eiskalte Leidenschaft (Final Analysis)
- 1992: Im Herzen der Rache (The Heart of Justice)
- 1993: Al Pacino’s Looking for Richard (Looking for Richard)
- 1994: Das Kartell (Clear and Present Danger)
- 1995: Angriff der Schnullerbrigade (The Baby-Sitters Club)
- 1995: Die Piratenbraut (Cutthroat Island)
- 1995: Stuart Stupid – Eine Familie zum Kotzen (Stuart Saves His Family)
- 1996: Vier lieben dich (Multiplicity)
- 1996: Nessie – Das Geheimnis von Loch Ness (Loch Ness)
- 1996: Haus der stummen Schreie (If These Walls Could Talk)
- 1996: Frasier Fernsehserie (Staffel 3 Folge 15)
- 1997: Mord im Weißen Haus (Murder at 1600)
- 1997: Bean – Der ultimative Katastrophenfilm (Bean)
- 1997: Hostile Waters – Ein U-Boot-Thriller (Hostile Waters)
- 1997: Nikita (Fernsehserie, Folge 1x14)
- 1999: Hurricane (The Hurricane)
- 1999: Das schwankende Schiff (Cradle Will Rock)
- 2000: Akte X (Staffel 7, Folge 19 "Hollywood")
- 2000: The Million Dollar Hotel
- 2001: American Outlaws
- 2001: Rush Hour 2
- 2001: Training Day
- 2001: Chelsea Walls
- 2002: Club der Cäsaren (The Emperor’s Club)
- 2002: 24 (Fernsehserie)
- 2006: The Treatment
- 2006: Fell – Eine Liebesgeschichte (Fur – An Imaginary Portrait of Diane Arbus)
- 2010: My Soul to Take
- 2011–2012: Nikita (Fernsehserie, 3 Folgen)
- 2013: Muhammad Alis größter Kampf (Muhammad Ali's Greatest Fight)
- 2013: The Place Beyond the Pines
- 2015: Forever (Fernsehserie, eine Folge)
- 2015: The Blacklist (Fernsehserie, Staffel 3 Folge 6)
- 2016: Norman (Norman: The Moderate Rise and Tragic Fall of a New York Fixer)
- 2017–2018: Ozark (Fernsehserie, 15 Folgen)
- 2018: Billions (Fernsehserie)
- 2024: Omni Loop